# Townships de l'État de l'Illinois
L'État américain de l'Illinois compte 1 432 townships. Les townships sont répartis entre 85 des 102 comtés de l'État ; 17 des 102 comtés restant suivent un découpage par precincts (Alexander, Calhoun, Edwards, Hardin, Johnson, Massac, Menard, Monroe, Morgan, Perry, Pope, Pulaski, Randolph, Scott, Union, Wabash et Williamson), et le dernier n'est que partiellement organisé en townships (Cook).
En Illinois, le rôle d'un township est relativement étendu par rapport à d'autres États. Il comprend la sécurité publique, la protection de l'environnement, les transports publics, la santé, les loisirs, les librairies, et les services sociaux.
Ci-dessous, la liste des townships de l'État de l'Illinois par ordre alphabétique, avec leur comté et leur population au recensement de 2010 :
- Haut – A
- B
- C
- D
- E
- F
- G
- H
- I
- J
- K
- L
- M
- N
- O
- P
- Q
- R
- S
- T
- U
- V
- W
- X
- Y
- Z

| Nom                                                | Comté       | Population (2010) |
| -------------------------------------------------- | ----------- | ----------------- |
| Abington Township                                  | Mercer      | 392               |
| Adams Township                                     | LaSalle     | 1 646             |
| Addison Township                                   | DuPage      | 88 612            |
| Aetna Township                                     | Logan       | 535               |
| Afton Township                                     | DeKalb      | 861               |
| Akron Township                                     | Peoria      | 1 068             |
| Alba Township                                      | Henry       | 220               |
| Albany Township                                    | Whiteside   | 1 076             |
| Alden Township                                     | McHenry     | 1 402             |
| Algonquin Township                                 | McHenry     | 88 389            |
| Alhambra Township                                  | Madison     | 1 674             |
| Allen Township                                     | LaSalle     | 584               |
| Allens Grove Township                              | Mason       | 586               |
| Allin Township                                     | McLean      | 919               |
| Allison Township                                   | Lawrence    | 267               |
| Alma Township                                      | Marion      | 836               |
| Alto Township                                      | Lee         | 565               |
| Alton Township                                     | Madison     | 27 865            |
| Amboy Township                                     | Lee         | 3 108             |
| Amity Township                                     | Livingston  | 866               |
| Anchor Township                                    | McLean      | 286               |
| Andalusia Township                                 | Rock Island | 2 299             |
| Anderson Township                                  | Clark       | 417               |
| Andover Township                                   | Henry       | 954               |
| Annawan Township                                   | Henry       | 1 112             |
| Antioch Township                                   | Lake        | 27 745            |
| Appanoose Township                                 | Hancock     | 435               |
| Apple River Township                               | Jo Daviess  | 498               |
| Arcola Township                                    | Douglas     | 3 312             |
| Arenzville Township                                | Cass        | 760               |
| Arispie Township                                   | Bureau      | 776               |
| Aroma Township                                     | Kankakee    | 5 157             |
| Arrington Township                                 | Wayne       | 409               |
| Arrowsmith Township                                | McLean      | 502               |
| Artesia Township                                   | Iroquois    | 945               |
| Asbury Township                                    | Gallatin    | 105               |
| Ash Grove Township                                 | Iroquois    | 731               |
| Ash Grove Township                                 | Shelby      | 479               |
| Ashkum Township                                    | Iroquois    | 1 542             |
| Ashland Township                                   | Cass        | 1 398             |
| Ashley Township                                    | Washington  | 816               |
| Ashmore Township                                   | Coles       | 1 364             |
| Ashton Township                                    | Lee         | 1 185             |
| Assumption Township                                | Christian   | 1 418             |
| Astoria Township                                   | Fulton      | 1 464             |
| Athensville Township                               | Greene      | 343               |
| Atkinson Township                                  | Henry       | 1 274             |
| Atlanta Township                                   | Logan       | 1 926             |
| Atlas Township                                     | Pike        | 563               |
| Auburn Township                                    | Clark       | 242               |
| Auburn Township                                    | Sangamon    | 6 333             |
| Audubon Township                                   | Montgomery  | 552               |
| Augusta Township                                   | Hancock     | 795               |
| Aurora Township                                    | Kane        | 146 149           |
| Austin Township                                    | Macon       | 214               |
| Aux Sable Township                                 | Grundy      | 13 061            |
| Avena Township                                     | Fayette     | 2 010             |
| Avoca Township                                     | Livingston  | 405               |
| Avon Township                                      | Lake        | 65 001            |
| Ayers Township                                     | Champaign   | 453               |
| Bainbridge Township                                | Schuyler    | 639               |
| Bald Bluff Township                                | Henderson   | 334               |
| Bald Hill Township                                 | Jefferson   | 767               |
| Ball Township                                      | Sangamon    | 6 701             |
| Banner Township                                    | Effingham   | 456               |
| Banner Township                                    | Fulton      | 373               |
| Barnett Township                                   | DeWitt      | 406               |
| Barnhill Township                                  | Wayne       | 597               |
| Barr Township                                      | Macoupin    | 329               |
| Barren Township                                    | Franklin    | 496               |
| Barrington Township                                | Cook        | 15 636            |
| Barry Township                                     | Pike        | 1 675             |
| Batavia Township                                   | Kane        | 35 221            |
| Bath Township                                      | Mason       | 866               |
| Bear Creek Township                                | Christian   | 499               |
| Bear Creek Township                                | Hancock     | 345               |
| Bear Grove Township                                | Fayette     | 599               |
| Beardstown Township                                | Cass        | 6 983             |
| Beaucoup Township                                  | Washington  | 593               |
| Beaver Township                                    | Iroquois    | 527               |
| Beaver Creek Township                              | Hamilton    | 271               |
| Beaverville Township                               | Iroquois    | 609               |
| Bedford Township                                   | Wayne       | 1 065             |
| Bell Plain Township                                | Marshall    | 400               |
| Belle Prairie Township                             | Livingston  | 135               |
| Belleville Township                                | Saint Clair | 44 478            |
| Bellflower Township                                | McLean      | 585               |
| Belmont Township                                   | Iroquois    | 2610              |
| Belvidere Township                                 | Boone       | 30 109            |
| Bement Township                                    | Piatt       | 1893              |
| Bennington Township                                | Marshall    | 1 669             |
| Benton Township                                    | Franklin    | 8 972             |
| Benton Township                                    | Lake        | 18 951            |
| Berlin Township                                    | Bureau      | 746               |
| Bernadotte Township                                | Fulton      | 273               |
| Berreman Township                                  | Jo Daviess  | 147               |
| Berry Township                                     | Wayne       | 351               |
| Berwick Township                                   | Warren      | 327               |
| Berwyn Township                                    | Cook        | 56 657            |
| Bethel Township                                    | McDonough   | 327               |
| Beverly Township                                   | Adams       | 406               |
| Bible Grove Township                               | Clay        | 344               |
| Big Grove Township                                 | Kendall     | 1 647             |
| Big Mound Township                                 | Wayne       | 1 742             |
| Big Rock Township                                  | Kane        | 1 859             |
| Big Spring Township                                | Shelby      | 698               |
| Biggsville Township                                | Henderson   | 552               |
| Bird Township                                      | Macoupin    | 308               |
| Birmingham Township                                | Schuyler    | 151               |
| Bishop Township                                    | Effingham   | 1 408             |
| Blackberry Township                                | Kane        | 15 090            |
| Blackhawk Township                                 | Rock Island | 10 019            |
| Blair Township                                     | Clay        | 636               |
| Blandinsville Township                             | McDonough   | 846               |
| Blissville Township                                | Jefferson   | 404               |
| Bloom Township                                     | Cook        | 90 922            |
| Bloomingdale Township                              | DuPage      | 111 899           |
| Bloomington Township                               | McLean      | 2 851             |
| Bloomington City Township                          | McLean      | 76 610            |
| Blount Township                                    | Vermilion   | 3 428             |
| Blue Mound Township                                | Macon       | 890               |
| Blue Mound Township                                | McLean      | 441               |
| Blue Ridge Township                                | Piatt       | 1 480             |
| Bluff Springs Township                             | Cass        | 888               |
| Bluffdale Township                                 | Greene      | 556               |
| Bois D'Arc Township                                | Montgomery  | 956               |
| Bolo Township                                      | Washington  | 419               |
| Bond Township                                      | Lawrence    | 685               |
| Bonpas Township                                    | Richland    | 390               |
| Bonus Township                                     | Boone       | 4 340             |
| Boone Township                                     | Boone       | 1 968             |
| Bourbon Township                                   | Douglas     | 4 124             |
| Bourbonnais Township                               | Kankakee    | 40 137            |
| Bowdre Township                                    | Douglas     | 668               |
| Bowlesville Township                               | Gallatin    | 188               |
| Bowling Township                                   | Rock Island | 3 414             |
| Bowling Green Township                             | Fayette     | 457               |
| Boynton Township                                   | Tazewell    | 275               |
| Braceville Township                                | Grundy      | 6 467             |
| Bradford Township                                  | Lee         | 324               |
| Bradley Township                                   | Jackson     | 1 951             |
| Breese Township                                    | Clinton     | 5 417             |
| Bremen Township                                    | Cook        | 110 118           |
| Brenton Township                                   | Ford        | 973               |
| Bridgeport Township                                | Lawrence    | 2 420             |
| Brighton Township                                  | Macoupin    | 4 039             |
| Brimfield Township                                 | Peoria      | 1 235             |
| Bristol Township                                   | Kendall     | 26 230            |
| Broadwell Township                                 | Logan       | 3 549             |
| Brookfield Township                                | LaSalle     | 1 060             |
| Brooklyn Township                                  | Lee         | 793               |
| Brooklyn Township                                  | Schuyler    | 216               |
| Brookside Township                                 | Clinton     | 5 503             |
| Brookville Township                                | Ogle        | 241               |
| Broughton Township                                 | Livingston  | 313               |
| Brouilletts Creek Township                         | Edgar       | 235               |
| Brown Township                                     | Champaign   | 1 995             |
| Browning Township                                  | Franklin    | 2 450             |
| Browning Township                                  | Schuyler    | 399               |
| Bruce Township                                     | LaSalle     | 13 185            |
| Brushy Township                                    | Saline      | 766               |
| Brushy Mound Township                              | Macoupin    | 714               |
| Buck Township                                      | Edgar       | 307               |
| Buckeye Township                                   | Stephenson  | 1 359             |
| Buckhart Township                                  | Christian   | 1 792             |
| Buckheart Township                                 | Fulton      | 1 484             |
| Buckhorn Township                                  | Brown       | 98                |
| Buena Vista Township                               | Schuyler    | 1 849             |
| Buffalo Township                                   | Ogle        | 2 813             |
| Buffalo Hart Township                              | Sangamon    | 173               |
| Buffalo Prairie Township                           | Rock Island | 824               |
| Bunker Hill Township                               | Macoupin    | 3 346             |
| Bureau Township                                    | Bureau      | 247               |
| Burgess Township                                   | Bond        | 2 439             |
| Burlington Township                                | Kane        | 1 921             |
| Burns Township                                     | Henry       | 265               |
| Burnt Prairie Township                             | White       | 345               |
| Burritt Township                                   | Winnebago   | 947               |
| Burton Township                                    | Adams       | 909               |
| Burton Township                                    | McHenry     | 5 003             |
| Bushnell Township                                  | McDonough   | 3 272             |
| Butler Township                                    | Vermilion   | 992               |
| Butler Grove Township                              | Montgomery  | 775               |
| Button Township                                    | Ford        | 281               |
| Byron Township                                     | Ogle        | 6 563             |
| Cahokia Township                                   | Macoupin    | 3 378             |
| Caledonia Township                                 | Boone       | 7 439             |
| Calumet Township                                   | Cook        | 20 777            |
| Camargo Township                                   | Douglas     | 3 585             |
| Cambridge Township                                 | Henry       | 2 525             |
| Camden Township                                    | Schuyler    | 229               |
| Camp Point Township                                | Adams       | 1 632             |
| Campton Township                                   | Kane        | 17 174            |
| Canoe Creek Township                               | Rock Island | 711               |
| Canteen Township                                   | Saint Clair | 10 263            |
| Canton Township                                    | Fulton      | 15 703            |
| Capital Township                                   | Sangamon    | 115 756           |
| Carbondale Township                                | Jackson     | 29 544            |
| Carlinville Township                               | Macoupin    | 6 665             |
| Carlyle Township                                   | Clinton     | 3 932             |
| Carman Township                                    | Henderson   | 309               |
| Carmi Township                                     | White       | 6 770             |
| Carrier Mills Township                             | Saline      | 2 322             |
| Carrigan Township                                  | Marion      | 380               |
| Carroll Township                                   | Vermilion   | 612               |
| Carrollton Township                                | Greene      | 2 966             |
| Carson Township                                    | Fayette     | 141               |
| Carthage Township                                  | Hancock     | 3 052             |
| Cartwright Township                                | Sangamon    | 1 482             |
| Casey Township                                     | Clark       | 3 958             |
| Caseyville Township                                | Saint Clair | 31 996            |
| Casner Township                                    | Jefferson   | 1 239             |
| Cass Township                                      | Fulton      | 622               |
| Catlin Township                                    | Vermilion   | 3 300             |
| Cave Township                                      | Franklin    | 1 756             |
| Cazenovia Township                                 | Woodford    | 1 768             |
| Cedar Township                                     | Knox        | 3 270             |
| Central Township                                   | Bond        | 8 013             |
| Centralia Township                                 | Marion      | 15 042            |
| Centreville Township                               | Saint Clair | 25 386            |
| Cerro Gordo Township                               | Piatt       | 2 046             |
| Chalmers Township                                  | McDonough   | 686               |
| Chambersburg Township                              | Pike        | 200               |
| Champaign Township                                 | Champaign   | 10 834            |
| Champaign City Township                            | Champaign   | 81 055            |
| Chandlerville Township                             | Cass        | 515               |
| Channahon Township                                 | Will        | 10 322            |
| Charleston Township                                | Coles       | 23 916            |
| Charlotte Township                                 | Livingston  | 136               |
| Chatham Township                                   | Sangamon    | 6 978             |
| Chatsworth Township                                | Livingston  | 1 366             |
| Chebanse Township                                  | Iroquois    | 3 109             |
| Chemung Township                                   | McHenry     | 9 134             |
| Cheney's Grove Township                            | McLean      | 997               |
| Chenoa Township                                    | McLean      | 2 074             |
| Cherry Grove–Shannon Township                      | Carroll     | 1 485             |
| Cherry Valley Township                             | Winnebago   | 19 831            |
| Chester Township                                   | Logan       | 669               |
| Chesterfield Township                              | Macoupin    | 855               |
| Chestnut Township                                  | Knox        | 253               |
| Chili Township                                     | Hancock     | 657               |
| Chillicothe Township                               | Peoria      | 8 364             |
| Chouteau Township                                  | Madison     | 8 226             |
| Christy Township                                   | Lawrence    | 3 774             |
| Cicero Township                                    | Cook        | 83 891            |
| Cincinnati Township                                | Pike        | 31                |
| Cincinnati Township                                | Tazewell    | 9 506             |
| Claremont Township                                 | Richland    | 855               |
| Clarion Township                                   | Bureau      | 421               |
| Clarksburg Township                                | Shelby      | 401               |
| Clay City Township                                 | Clay        | 1 287             |
| Clayton Township                                   | Adams       | 1 027             |
| Clayton Township                                   | Woodford    | 697               |
| Clear Lake Township                                | Sangamon    | 8 527             |
| Clement Township                                   | Clinton     | 475               |
| Clinton Township                                   | DeKalb      | 1 868             |
| Clintonia Township                                 | DeWitt      | 7 832             |
| Clover Township                                    | Henry       | 938               |
| Clyde Township                                     | Whiteside   | 402               |
| Coal Valley Township                               | Rock Island | 4 408             |
| Coe Township                                       | Rock Island | 1 657             |
| Colchester Township                                | McDonough   | 1 837             |
| Cold Spring Township                               | Shelby      | 442               |
| Coldbrook Township                                 | Warren      | 467               |
| Colfax Township                                    | Champaign   | 266               |
| Collinsville Township                              | Madison     | 36 265            |
| Coloma Township                                    | Whiteside   | 11 371            |
| Colona Township                                    | Henry       | 6 822             |
| Columbus Township                                  | Adams       | 551               |
| Compromise Township                                | Champaign   | 1 463             |
| Concord Township                                   | Adams       | 287               |
| Concord Township                                   | Bureau      | 1 644             |
| Concord Township                                   | Iroquois    | 466               |
| Condit Township                                    | Champaign   | 500               |
| Cooper Township                                    | Sangamon    | 893               |
| Cooperstown Township                               | Brown       | 311               |
| Copley Township                                    | Knox        | 348               |
| Coral Township                                     | McHenry     | 3 552             |
| Cordova Township                                   | Rock Island | 896               |
| Cornwall Township                                  | Henry       | 278               |
| Cortland Township                                  | DeKalb      | 10 968            |
| Corwin Township                                    | Logan       | 643               |
| Cottage Township                                   | Saline      | 219               |
| Cotton Hill Township                               | Sangamon    | 902               |
| Cottonwood Township                                | Cumberland  | 521               |
| Council Hill Township                              | Jo Daviess  | 141               |
| Covington Township                                 | Washington  | 418               |
| Crane Creek Township                               | Mason       | 136               |
| Creek Township                                     | DeWitt      | 471               |
| Crescent Township                                  | Iroquois    | 590               |
| Crete Township                                     | Will        | 23 774            |
| Crittenden Township                                | Champaign   | 325               |
| Crook Township                                     | Hamilton    | 312               |
| Crooked Creek Township                             | Cumberland  | 422               |
| Crooked Creek Township                             | Jasper      | 721               |
| Cropsey Township                                   | McLean      | 222               |
| Crouch Township                                    | Hamilton    | 374               |
| Cruger Township                                    | Woodford    | 1 687             |
| Cuba Township                                      | Lake        | 16 826            |
| Cunningham Township                                | Champaign   | 41 250            |
| Curran Township                                    | Sangamon    | 1 586             |
| Custer Township                                    | Will        | 1 430             |
| Dahlgren Township                                  | Hamilton    | 1 220             |
| Dakota Township                                    | Stephenson  | 815               |
| Dale Township                                      | McLean      | 1233              |
| Dallas City Township                               | Hancock     | 996               |
| Danforth Township                                  | Iroquois    | 928               |
| Danvers Township                                   | McLean      | 1 925             |
| Danville Township                                  | Vermilion   | 32 113            |
| Darwin Township                                    | Clark       | 342               |
| Dawson Township                                    | McLean      | 590               |
| Dayton Township                                    | LaSalle     | 2 279             |
| DeSoto Township                                    | Jackson     | 2 388             |
| Decatur Township                                   | Macon       | 52 915            |
| Decker Township                                    | Richland    | 406               |
| Deer Creek Township                                | Tazewell    | 1 383             |
| Deer Park Township                                 | LaSalle     | 492               |
| Deerfield Township                                 | Fulton      | 261               |
| Degognia Township                                  | Jackson     | 153               |
| DeKalb Township                                    | DeKalb      | 46 781            |
| Delavan Township                                   | Tazewell    | 2 061             |
| Dement Township                                    | Ogle        | 989               |
| Denison Township                                   | Lawrence    | 1 558             |
| Denning Township                                   | Franklin    | 5 202             |
| Denver Township                                    | Richland    | 411               |
| Derinda Township                                   | Jo Daviess  | 321               |
| Derry Township                                     | Pike        | 247               |
| Detroit Township                                   | Pike        | 312               |
| DeWitt Township                                    | DeWitt      | 479               |
| Dillon Township                                    | Tazewell    | 1 000             |
| Dimmick Township                                   | LaSalle     | 737               |
| Divernon Township                                  | Sangamon    | 1 510             |
| Dix Township                                       | Ford        | 642               |
| Dixon Township                                     | Lee         | 17 993            |
| Dodds Township                                     | Jefferson   | 2 647             |
| Dolson Township                                    | Clark       | 353               |
| Dora Township                                      | Moultrie    | 802               |
| Dorchester Township                                | Macoupin    | 1 550             |
| Dorr Township                                      | McHenry     | 20 911            |
| Douglas Township                                   | Clark       | 168               |
| Douglas Township                                   | Effingham   | 12 604            |
| Douglas Township                                   | Iroquois    | 2 104             |
| Dover Township                                     | Bureau      | 550               |
| Downers Grove Township                             | DuPage      | 146 795           |
| Downs Township                                     | McLean      | 1 266             |
| Drummer Township                                   | Ford        | 4 023             |
| Drury Township                                     | Rock Island | 797               |
| Dry Grove Township                                 | McLean      | 1 572             |
| Dry Point Township                                 | Shelby      | 1 093             |
| Du Bois Township                                   | Washington  | 748               |
| Du Page Township                                   | Will        | 87 793            |
| Duncan Township                                    | Mercer      | 272               |
| Dundee Township                                    | Kane        | 64 167            |
| Dunham Township                                    | McHenry     | 2 844             |
| Dunleith Township                                  | Jo Daviess  | 3 820             |
| Durand Township                                    | Winnebago   | 2 394             |
| Durham Township                                    | Hancock     | 278               |
| Dwight Township                                    | Livingston  | 4 494             |
| Eagle Township                                     | LaSalle     | 1 697             |
| Eagle Creek Township                               | Gallatin    | 187               |
| Eagle Point Township                               | Ogle        | 227               |
| Earl Township                                      | LaSalle     | 2 595             |
| East Bend Township                                 | Champaign   | 584               |
| East Eldorado Township                             | Saline      | 5 906             |
| East Fork Township                                 | Clinton     | 400               |
| East Fork Township                                 | Montgomery  | 4138              |
| East Galena Township                               | Jo Daviess  | 1 283             |
| East Grove Township                                | Lee         | 256               |
| East Lincoln Township                              | Logan       | 8 813             |
| East Nelson Township                               | Moultrie    | 1 055             |
| East Oakland Township                              | Coles       | 1 388             |
| East St. Louis Township                            | Saint Clair | 27 006            |
| Eastern Township                                   | Franklin    | 582               |
| Eden Township                                      | LaSalle     | 1 471             |
| Edford Township                                    | Henry       | 667               |
| Edgar Township                                     | Edgar       | 482               |
| Edgington Township                                 | Rock Island | 1 508             |
| Edwardsville Township                              | Madison     | 37 657            |
| El Paso Township                                   | Woodford    | 3 459             |
| Ela Township                                       | Lake        | 42 654            |
| Elba Township                                      | Knox        | 291               |
| Elbridge Township                                  | Edgar       | 830               |
| Eldorado Township                                  | McDonough   | 134               |
| Elgin Township                                     | Kane        | 100 922           |
| Eliza Township                                     | Mercer      | 419               |
| Elizabeth Township                                 | Jo Daviess  | 1 111             |
| Elk Township                                       | Jackson     | 1 907             |
| Elk Grove Township                                 | Cook        | 92 905            |
| Elk Prairie Township                               | Jefferson   | 725               |
| Elkhart Township                                   | Logan       | 511               |
| Elkhorn Township                                   | Brown       | 346               |
| Elkhorn Grove Township                             | Carroll     | 229               |
| Ellington Township                                 | Adams       | 2 855             |
| Ellison Township                                   | Warren      | 337               |
| Ellisville Township                                | Fulton      | 155               |
| Elm Grove Township                                 | Tazewell    | 3 093             |
| Elm River Township                                 | Wayne       | 276               |
| Elmira Township                                    | Stark       | 319               |
| Elmwood Township                                   | Peoria      | 2 598             |
| Elsah Township                                     | Jersey      | 2 462             |
| Elwood Township                                    | Vermilion   | 1 647             |
| Embarrass Township                                 | Edgar       | 620               |
| Eminence Township                                  | Logan       | 421               |
| Emma Township                                      | White       | 387               |
| Emmet Township                                     | McDonough   | 1 288             |
| Empire Township                                    | McLean      | 4 093             |
| Enfield Township                                   | White       | 905               |
| Engelmann Township                                 | Saint Clair | 726               |
| English Township                                   | Jersey      | 487               |
| Eppards Point Township                             | Livingston  | 427               |
| Equality Township                                  | Gallatin    | 849               |
| Erie Township                                      | Whiteside   | 2006              |
| Erienna Township                                   | Grundy      | 2 217             |
| Erin Township                                      | Stephenson  | 410               |
| Esmen Township                                     | Livingston  | 326               |
| Essex Township                                     | Kankakee    | 1 480             |
| Essex Township                                     | Stark       | 624               |
| Evans Township                                     | Marshall    | 1 322             |
| Ewing Township                                     | Franklin    | 1 345             |
| Fairfield Township                                 | Bureau      | 375               |
| Fairhaven Township                                 | Carroll     | 910               |
| Fairmount Township                                 | Pike        | 188               |
| Fairview Township                                  | Fulton      | 698               |
| Fall Creek Township                                | Adams       | 529               |
| Fall River Township                                | LaSalle     | 763               |
| Fancy Creek Township                               | Sangamon    | 5 410             |
| Farm Ridge Township                                | LaSalle     | 918               |
| Farmers Township                                   | Fulton      | 397               |
| Farmington Township                                | Fulton      | 3 350             |
| Farrington Township                                | Jefferson   | 567               |
| Fayette Township                                   | Livingston  | 271               |
| Fayetteville Township                              | Saint Clair | 1 668             |
| Felix Township                                     | Grundy      | 4 427             |
| Fenton Township                                    | Whiteside   | 536               |
| Fidelity Township                                  | Jersey      | 715               |
| Field Township                                     | Jefferson   | 1 468             |
| Fillmore Township                                  | Montgomery  | 616               |
| Flagg Township                                     | Ogle        | 13 562            |
| Flannigan Township                                 | Hamilton    | 304               |
| Flat Branch Township                               | Shelby      | 443               |
| Flint Township                                     | Pike        | 96                |
| Flora Township                                     | Boone       | 2 981             |
| Florence Township                                  | Stephenson  | 1 293             |
| Florence Township                                  | Will        | 933               |
| Floyd Township                                     | Warren      | 472               |
| Fondulac Township                                  | Tazewell    | 13 381            |
| Forest City Township                               | Mason       | 522               |
| Forrest Township                                   | Livingston  | 1 605             |
| Forreston Township                                 | Ogle        | 2 080             |
| Fort Russell Township                              | Madison     | 9 146             |
| Foster Township                                    | Madison     | 4 091             |
| Foster Township                                    | Marion      | 379               |
| Fountain Bluff Township                            | Jackson     | 208               |
| Fountain Creek Township                            | Iroquois    | 368               |
| Fountain Green Township                            | Hancock     | 288               |
| Four Mile Township                                 | Wayne       | 666               |
| Fox Township                                       | Jasper      | 512               |
| Fox Township                                       | Kendall     | 1 675             |
| Frankfort Township                                 | Franklin    | 7 029             |
| Frankfort Township                                 | Will        | 57 055            |
| Franklin Township                                  | DeKalb      | 2 502             |
| Franklin Grove Township                            | Lee         | 1 416             |
| Frederick Township                                 | Schuyler    | 176               |
| Freeburg Township                                  | Saint Clair | 5 109             |
| Freedom Township                                   | Carroll     | 695               |
| Freedom Township                                   | LaSalle     | 663               |
| Freeport Township                                  | Stephenson  | 25 638            |
| Fremont Township                                   | Lake        | 32 337            |
| Friends Creek Township                             | Macon       | 1 450             |
| Fulton Township                                    | Whiteside   | 4 251             |
| Funk's Grove Township                              | McLean      | 245               |
| Galatia Township                                   | Saline      | 1 230             |
| Galesburg Township                                 | Knox        | 366               |
| Galesburg City Township                            | Knox        | 32 195            |
| Galva Township                                     | Henry       | 2 837             |
| Ganeer Township                                    | Kankakee    | 3 215             |
| Garden Hill Township                               | Wayne       | 145               |
| Garden Plain Township                              | Whiteside   | 1 072             |
| Gardner Township                                   | Sangamon    | 4 245             |
| Garfield Township                                  | Grundy      | 1 586             |
| Garrett Township                                   | Douglas     | 1 441             |
| Genesee Township                                   | Whiteside   | 784               |
| Geneseo Township                                   | Henry       | 7 468             |
| Geneva Township                                    | Kane        | 26 552            |
| Genoa Township                                     | DeKalb      | 5 704             |
| Georgetown Township                                | Vermilion   | 7 901             |
| German Township                                    | Richland    | 341               |
| Germantown Township                                | Clinton     | 2 070             |
| Germanville Township                               | Livingston  | 67                |
| Gillespie Township                                 | Macoupin    | 3 882             |
| Gilmer Township                                    | Adams       | 1 128             |
| Girard Township                                    | Macoupin    | 2 466             |
| Gladstone Township                                 | Henderson   | 962               |
| Godfrey Township                                   | Madison     | 17 982            |
| Gold Township                                      | Bureau      | 180               |
| Gold Hill Township                                 | Gallatin    | 1 708             |
| Goode Township                                     | Franklin    | 2 715             |
| Goodfarm Township                                  | Grundy      | 376               |
| Goose Creek Township                               | Piatt       | 790               |
| Goose Lake Township                                | Grundy      | 1 674             |
| Goshen Township                                    | Stark       | 686               |
| Grafton Township                                   | McHenry     | 53 137            |
| Grand Detour Township                              | Ogle        | 698               |
| Grand Prairie Township                             | Jefferson   | 909               |
| Grand Rapids Township                              | LaSalle     | 335               |
| Grand Tower Township                               | Jackson     | 707               |
| Grandview Township                                 | Edgar       | 590               |
| Grandville Township                                | Jasper      | 372               |
| Granite City Township                              | Madison     | 27 188            |
| Grant Township                                     | Lake        | 26 523            |
| Grant Township                                     | Vermilion   | 6 028             |
| Granville Township                                 | Putnam      | 2 934             |
| Gray Township                                      | White       | 1 141             |
| Green Garden Township                              | Will        | 4 010             |
| Greenbush Township                                 | Warren      | 533               |
| Greene Township                                    | Mercer      | 1640              |
| Greene Township                                    | Woodford    | 483               |
| Greenfield Township                                | Grundy      | 997               |
| Greenup Township                                   | Cumberland  | 2 413             |
| Greenville Township                                | Bureau      | 366               |
| Greenwood Township                                 | Christian   | 208               |
| Greenwood Township                                 | McHenry     | 13 990            |
| Gridley Township                                   | McLean      | 1 913             |
| Griggsville Township                               | Pike        | 1 430             |
| Grisham Township                                   | Montgomery  | 629               |
| Grove Township                                     | Jasper      | 618               |
| Groveland Township                                 | LaSalle     | 628               |
| Groveland Township                                 | Tazewell    | 19 526            |
| Grover Township                                    | Wayne       | 3 757             |
| Guilford Township                                  | Jo Daviess  | 1 206             |
| Hadley Township                                    | Pike        | 262               |
| Hagener Township                                   | Cass        | 381               |
| Hahnaman Township                                  | Whiteside   | 399               |
| Haines Township                                    | Marion      | 1 002             |
| Hale Township                                      | Warren      | 344               |
| Hall Township                                      | Bureau      | 8 300             |
| Hallock Township                                   | Peoria      | 1 600             |
| Hamel Township                                     | Madison     | 2 526             |
| Hamilton Township                                  | Lee         | 205               |
| Hampshire Township                                 | Kane        | 7 569             |
| Hampton Township                                   | Rock Island | 21 711            |
| Hancock Township                                   | Hancock     | 255               |
| Hanna Township                                     | Henry       | 2 344             |
| Hanover Township                                   | Cook        | 99 538            |
| Hanover Township                                   | Jo Daviess  | 1 201             |
| Hardin Township                                    | Pike        | 212               |
| Harlem Township                                    | Stephenson  | 2 275             |
| Harlem Township                                    | Winnebago   | 40 158            |
| Harmon Township                                    | Lee         | 378               |
| Harmony Township                                   | Hancock     | 326               |
| Harp Township                                      | DeWitt      | 311               |
| Harris Township                                    | Fulton      | 368               |
| Harrisburg Township                                | Saline      | 10 790            |
| Harrison Township                                  | Winnebago   | 670               |
| Harristown Township                                | Macon       | 1 921             |
| Harter Township                                    | Clay        | 6 394             |
| Hartland Township                                  | McHenry     | 2 031             |
| Harvel Township                                    | Montgomery  | 243               |
| Harwood Township                                   | Champaign   | 623               |
| Havana Township                                    | Mason       | 4 816             |
| Haw Creek Township                                 | Knox        | 461               |
| Hawthorne Township                                 | White       | 275               |
| Hebron Township                                    | McHenry     | 2 356             |
| Helvetia Township                                  | Madison     | 8 646             |
| Henderson Township                                 | Knox        | 1 135             |
| Hennepin Township                                  | Putnam      | 1261              |
| Henry Township                                     | Marshall    | 2 700             |
| Hensley Township                                   | Champaign   | 1 278             |
| Heralds Prairie Township                           | White       | 594               |
| Herrick Township                                   | Shelby      | 626               |
| Hickory Township                                   | Schuyler    | 154               |
| Hickory Hill Township                              | Wayne       | 413               |
| Hickory Point Township                             | Macon       | 18 523            |
| Highland Township                                  | Grundy      | 288               |
| Hillsboro Township                                 | Montgomery  | 5 501             |
| Hillyard Township                                  | Macoupin    | 686               |
| Hire Township                                      | McDonough   | 229               |
| Hittle Township                                    | Tazewell    | 591               |
| Holland Township                                   | Shelby      | 420               |
| Hollis Township                                    | Peoria      | 1 881             |
| Homer Township                                     | Will        | 39 059            |
| Honey Creek Township                               | Adams       | 720               |
| Honey Creek Township                               | Crawford    | 1 563             |
| Honey Point Township                               | Macoupin    | 155               |
| Hoosier Township                                   | Clay        | 338               |
| Hope Township                                      | LaSalle     | 689               |
| Hopedale Township                                  | Tazewell    | 1 913             |
| Hopewell Township                                  | Marshall    | 562               |
| Hopkins Township                                   | Whiteside   | 2 156             |
| Houston Township                                   | Adams       | 221               |
| Hoyleton Township                                  | Washington  | 1 142             |
| Hudson Township                                    | McLean      | 2 571             |
| Humboldt Township                                  | Coles       | 1 341             |
| Hume Township                                      | Whiteside   | 411               |
| Hunt City Township                                 | Jasper      | 282               |
| Hunter Township                                    | Edgar       | 250               |
| Huntsville Township                                | Schuyler    | 150               |
| Hurlbut Township                                   | Logan       | 305               |
| Hurricane Township                                 | Fayette     | 257               |
| Hutsonville Township                               | Crawford    | 1 177             |
| Hutton Township                                    | Coles       | 919               |
| Illini Township                                    | Macon       | 1 469             |
| Illiopolis Township                                | Sangamon    | 1 314             |
| Independence Township                              | Saline      | 1 118             |
| Indian Creek Township                              | White       | 2 322             |
| Indian Grove Township                              | Livingston  | 4 297             |
| Indian Point Township                              | Knox        | 1 554             |
| Indian Prairie Township                            | Wayne       | 626               |
| Indiantown Township                                | Bureau      | 711               |
| Industry Township                                  | McDonough   | 733               |
| Irishtown Township                                 | Clinton     | 1 167             |
| Iroquois Township                                  | Iroquois    | 625               |
| Irving Township                                    | Montgomery  | 1 006             |
| Irvington Township                                 | Washington  | 1 285             |
| Isabel Township                                    | Fulton      | 192               |
| Island Grove Township                              | Sangamon    | 621               |
| Iuka Township                                      | Marion      | 999               |
| Jackson Township                                   | Effingham   | 1 215             |
| Jackson Township                                   | Will        | 4 100             |
| Jamaica Township                                   | Vermilion   | 202               |
| Jarvis Township                                    | Madison     | 14 232            |
| Jasper Township                                    | Wayne       | 1 769             |
| Jefferson Township                                 | Stephenson  | 268               |
| Jersey Township                                    | Jersey      | 10 165            |
| Johannisburg Township                              | Washington  | 511               |
| Johnson Township                                   | Christian   | 673               |
| Johnson Township                                   | Clark       | 383               |
| Joliet Township                                    | Will        | 87 398            |
| Jonathan Creek Township                            | Moultrie    | 990               |
| Jordan Township                                    | Whiteside   | 899               |
| Joshua Township                                    | Fulton      | 510               |
| Jubilee Township                                   | Peoria      | 1 695             |
| Kane Township                                      | Greene      | 995               |
| Kaneville Township                                 | Kane        | 1 264             |
| Kankakee Township                                  | Kankakee    | 27 558            |
| Kansas Township                                    | Edgar       | 1 003             |
| Kansas Township                                    | Woodford    | 433               |
| Kaskaskia Township                                 | Fayette     | 650               |
| Keene Township                                     | Adams       | 604               |
| Keith Township                                     | Wayne       | 392               |
| Keithsburg Township                                | Mercer      | 687               |
| Kelly Township                                     | Warren      | 346               |
| Kendall Township                                   | Kendall     | 7 739             |
| Kent Township                                      | Stephenson  | 702               |
| Kerr Township                                      | Champaign   | 163               |
| Kerton Township                                    | Fulton      | 121               |
| Kewanee Township                                   | Henry       | 10 162            |
| Kickapoo Township                                  | Peoria      | 7 158             |
| Kilbourne Township                                 | Mason       | 504               |
| Kinderhook Township                                | Pike        | 840               |
| King Township                                      | Christian   | 244               |
| Kingston Township                                  | DeKalb      | 3 519             |
| Kinkaid Township                                   | Jackson     | 486               |
| Kinmundy Township                                  | Marion      | 1 186             |
| Knights Prairie Township                           | Hamilton    | 574               |
| Knox Township                                      | Knox        | 5 027             |
| La Clede Township                                  | Fayette     | 909               |
| La Harpe Township                                  | Hancock     | 1 473             |
| La Moille Township                                 | Bureau      | 1 122             |
| La Prairie Township                                | Marshall    | 364               |
| Lacon Township                                     | Marshall    | 2 501             |
| Laenna Township                                    | Logan       | 584               |
| Lafayette Township                                 | Coles       | 4 822             |
| Lafayette Township                                 | Ogle        | 170               |
| Lagrange Township                                  | Bond        | 1 169             |
| Lake Township                                      | Clinton     | 960               |
| Lake Fork Township                                 | Logan       | 154               |
| Lake Villa Township                                | Lake        | 40 276            |
| Lakewood Township                                  | Shelby      | 439               |
| Lamard Township                                    | Wayne       | 1 422             |
| Lamoine Township                                   | McDonough   | 516               |
| Lamotte Township                                   | Crawford    | 2 046             |
| Lancaster Township                                 | Stephenson  | 1 587             |
| Lanesville Township                                | Sangamon    | 208               |
| Laona Township                                     | Winnebago   | 1 250             |
| Larkinsburg Township                               | Clay        | 644               |
| LaSalle Township                                   | LaSalle     | 13 565            |
| Lawndale Township                                  | McLean      | 158               |
| Lawrence Township                                  | Lawrence    | 6 521             |
| Leaf River Township                                | Ogle        | 1 137             |
| Lebanon Township                                   | Saint Clair | 4 538             |
| Lee Township                                       | Brown       | 326               |
| Lee Township                                       | Fulton      | 237               |
| Lee Center Township                                | Lee         | 593               |
| Leech Township                                     | Wayne       | 465               |
| Leef Township                                      | Madison     | 628               |
| Leepertown Township                                | Bureau      | 364               |
| Lemont Township                                    | Cook        | 21 113            |
| Lenox Township                                     | Warren      | 280               |
| Lenzburg Township                                  | Saint Clair | 1 047             |
| LeRoy Township                                     | Boone       | 485               |
| Levan Township                                     | Jackson     | 850               |
| Levee Township                                     | Pike        | 47                |
| Lewistown Township                                 | Fulton      | 3 039             |
| Lexington Township                                 | McLean      | 2 399             |
| Leyden Township                                    | Cook        | 92 890            |
| Liberty Township                                   | Adams       | 1 360             |
| Liberty Township                                   | Effingham   | 764               |
| Libertyville Township                              | Lake        | 53 139            |
| Licking Township                                   | Crawford    | 448               |
| Lima Township                                      | Adams       | 534               |
| Limestone Township                                 | Kankakee    | 5 035             |
| Limestone Township                                 | Peoria      | 19 705            |
| Lincoln Township                                   | Ogle        | 481               |
| Linder Township                                    | Greene      | 345               |
| Linn Township                                      | Woodford    | 287               |
| Lisbon Township                                    | Kendall     | 899               |
| Lisle Township                                     | DuPage      | 116 268           |
| Little Mackinaw Township                           | Tazewell    | 1 575             |
| Little Rock Township                               | Kendall     | 13 076            |
| Littleton Township                                 | Schuyler    | 336               |
| Lively Grove Township                              | Washington  | 688               |
| Liverpool Township                                 | Fulton      | 544               |
| Loami Township                                     | Sangamon    | 1 070             |
| Lockport Township                                  | Will        | 60 010            |
| Locust Township                                    | Christian   | 1 825             |
| Loda Township                                      | Iroquois    | 1461              |
| Logan Township                                     | Peoria      | 3192              |
| Lomax Township                                     | Henderson   | 850               |
| Lone Grove Township                                | Fayette     | 656               |
| Long Branch Township                               | Saline      | 248               |
| Long Creek Township                                | Macon       | 10 679            |
| Long Point Township                                | Livingston  | 498               |
| Looking Glass Township                             | Clinton     | 6 354             |
| Loraine Township                                   | Henry       | 290               |
| Loran Township                                     | Stephenson  | 1 442             |
| Loudon Township                                    | Fayette     | 954               |
| Louisville Township                                | Clay        | 1 662             |
| Love Township                                      | Vermilion   | 257               |
| Lovejoy Township                                   | Iroquois    | 406               |
| Lovington Township                                 | Moultrie    | 1 623             |
| Lowe Township                                      | Moultrie    | 1 723             |
| Lucas Township                                     | Effingham   | 495               |
| Ludlow Township                                    | Champaign   | 4 278             |
| Lukin Township                                     | Lawrence    | 429               |
| Lyman Township                                     | Ford        | 518               |
| Lynchburg Township                                 | Mason       | 277               |
| Lyndon Township                                    | Whiteside   | 1 057             |
| Lynn Township                                      | Henry       | 745               |
| Lynn Township                                      | Knox        | 309               |
| Lynnville Township                                 | Ogle        | 642               |
| Lyons Township                                     | Cook        | 111 688           |
| Mackinaw Township                                  | Tazewell    | 4 454             |
| Macomb Township                                    | McDonough   | 502               |
| Macomb City Township                               | McDonough   | 19 288            |
| Macon Township                                     | Bureau      | 208               |
| Madison Township                                   | Richland    | 819               |
| Magnolia Township                                  | Putnam      | 1 066             |
| Mahomet Township                                   | Champaign   | 12 623            |
| Maine Township                                     | Cook        | 135 772           |
| Maine Township                                     | Grundy      | 330               |
| Makanda Township                                   | Jackson     | 4 353             |
| Malone Township                                    | Tazewell    | 220               |
| Malta Township                                     | DeKalb      | 1 608             |
| Manchester Township                                | Boone       | 895               |
| Manhattan Township                                 | Will        | 9 218             |
| Manito Township                                    | Mason       | 2 466             |
| Manlius Township                                   | Bureau      | 653               |
| Manlius Township                                   | LaSalle     | 6 275             |
| Manteno Township                                   | Kankakee    | 11 185            |
| Maquon Township                                    | Knox        | 556               |
| Marengo Township                                   | McHenry     | 7 564             |
| Marine Township                                    | Madison     | 2 243             |
| Marion Township                                    | Lee         | 232               |
| Marion Township                                    | Ogle        | 4 135             |
| Marissa Township                                   | Saint Clair | 2 468             |
| Maroa Township                                     | Macon       | 2 100             |
| Marrowbone Township                                | Moultrie    | 1 730             |
| Marshall Township                                  | Clark       | 4 574             |
| Martin Township                                    | Crawford    | 531               |
| Martin Township                                    | McLean      | 1 289             |
| Martinsburg Township                               | Pike        | 419               |
| Martinsville Township                              | Clark       | 1 602             |
| Martinton Township                                 | Iroquois    | 943               |
| Maryland Township                                  | Ogle        | 535               |
| Mascoutah Township                                 | Saint Clair | 8 217             |
| Mason Township                                     | Effingham   | 1 364             |
| Mason City Township                                | Mason       | 2 633             |
| Massilon Township                                  | Wayne       | 172               |
| Mattoon Township                                   | Coles       | 15 817            |
| Maxwell Township                                   | Sangamon    | 193               |
| May Township                                       | Christian   | 1 581             |
| May Township                                       | Lee         | 304               |
| Mayberry Township                                  | Hamilton    | 486               |
| Mayfield Township                                  | DeKalb      | 929               |
| Mazon Township                                     | Grundy      | 1 487             |
| McClellan Township                                 | Jefferson   | 1 255             |
| McHenry Township                                   | McHenry     | 47 653            |
| McKee Township                                     | Adams       | 171               |
| McKendree Township                                 | Vermilion   | 807               |
| McLeansboro Township                               | Hamilton    | 3 830             |
| Meacham Township                                   | Marion      | 375               |
| Mechanicsburg Township                             | Sangamon    | 2 293             |
| Media Township                                     | Henderson   | 392               |
| Medina Township                                    | Peoria      | 12 564            |
| Melrose Township                                   | Adams       | 5 746             |
| Melrose Township                                   | Clark       | 352               |
| Mendon Township                                    | Adams       | 1 520             |
| Mendota Township                                   | LaSalle     | 7 534             |
| Menominee Township                                 | Jo Daviess  | 1 122             |
| Mercer Township                                    | Mercer      | 4 071             |
| Meriden Township                                   | LaSalle     | 324               |
| Meridian Township                                  | Clinton     | 547               |
| Metamora Township                                  | Woodford    | 4 357             |
| Middlefork Township                                | Vermilion   | 1 458             |
| Middleport Township                                | Iroquois    | 4 375             |
| Milan Township                                     | DeKalb      | 331               |
| Milford Township                                   | Iroquois    | 1 659             |
| Milks Grove Township                               | Iroquois    | 214               |
| Mill Shoals Township                               | White       | 668               |
| Millbrook Township                                 | Peoria      | 488               |
| Miller Township                                    | LaSalle     | 633               |
| Millersburg Township                               | Mercer      | 755               |
| Mills Township                                     | Bond        | 552               |
| Millstadt Township                                 | Saint Clair | 6 718             |
| Milo Township                                      | Bureau      | 207               |
| Milton Township                                    | DuPage      | 117 067           |
| Mineral Township                                   | Bureau      | 484               |
| Minonk Township                                    | Woodford    | 2 292             |
| Mission Township                                   | LaSalle     | 3 972             |
| Mississippi Township                               | Jersey      | 2 041             |
| Missouri Township                                  | Brown       | 143               |
| Moccasin Township                                  | Effingham   | 484               |
| Moline Township                                    | Rock Island | 23 529            |
| Momence Township                                   | Kankakee    | 3 820             |
| Mona Township                                      | Ford        | 334               |
| Monee Township                                     | Will        | 15 669            |
| Money Creek Township                               | McLean      | 1 085             |
| Monmouth Township                                  | Warren      | 10 463            |
| Monroe Township                                    | Ogle        | 1 563             |
| Montebello Township                                | Hancock     | 3 579             |
| Montezuma Township                                 | Pike        | 540               |
| Montgomery Township                                | Crawford    | 672               |
| Montgomery Township                                | Woodford    | 2 339             |
| Monticello Township                                | Piatt       | 5 906             |
| Montmorency Township                               | Whiteside   | 2 612             |
| Moore's Prairie Township                           | Jefferson   | 347               |
| Moraine Township                                   | Lake        | 34 129            |
| Morgan Township                                    | Coles       | 359               |
| Moro Township                                      | Madison     | 3 551             |
| Morris Township                                    | Grundy      | 7 110             |
| Morton Township                                    | Tazewell    | 17 036            |
| Mosquito Township                                  | Christian   | 390               |
| Mound Township                                     | Effingham   | 3 648             |
| Mound Township                                     | McDonough   | 283               |
| Mount Auburn Township                              | Christian   | 1 028             |
| Mount Carroll Township                             | Carroll     | 2 279             |
| Mount Erie Township                                | Wayne       | 370               |
| Mount Hope Township                                | McLean      | 1 103             |
| Mount Morris Township                              | Ogle        | 3 968             |
| Mount Olive Township                               | Macoupin    | 3 274             |
| Mount Pleasant Township                            | Whiteside   | 4 939             |
| Mount Pulaski Township                             | Logan       | 2 100             |
| Mount Sterling Township                            | Brown       | 4 673             |
| Mount Vernon Township                              | Jefferson   | 13 374            |
| Mount Zion Township                                | Macon       | 7 131             |
| Mountain Township                                  | Saline      | 357               |
| Moweaqua Township                                  | Shelby      | 2 003             |
| Mulberry Grove Township                            | Bond        | 1 361             |
| Munson Township                                    | Henry       | 400               |
| Murdock Township                                   | Douglas     | 225               |
| Murphysboro Township                               | Jackson     | 10 563            |
| Na-Au-Say Township                                 | Kendall     | 8 145             |
| Nachusa Township                                   | Lee         | 493               |
| Nameoki Township                                   | Madison     | 12 685            |
| Naperville Township                                | DuPage      | 100 019           |
| Nashville Township                                 | Washington  | 3 676             |
| Nauvoo Township                                    | Hancock     | 1 156             |
| Nebraska Township                                  | Livingston  | 1 433             |
| Nelson Township                                    | Lee         | 874               |
| Neoga Township                                     | Cumberland  | 3 124             |
| Neponset Township                                  | Bureau      | 742               |
| Nettle Creek Township                              | Grundy      | 503               |
| Nevada Township                                    | Livingston  | 1 335             |
| New Athens Township                                | Saint Clair | 2 657             |
| New Berlin Township                                | Sangamon    | 1 524             |
| New Boston Township                                | Mercer      | 1 204             |
| New Douglas Township                               | Madison     | 509               |
| New Haven Township                                 | Gallatin    | 478               |
| New Lenox Township                                 | Will        | 40 270            |
| New Salem Township                                 | McDonough   | 369               |
| New Salem Township                                 | Pike        | 573               |
| New Trier Township                                 | Cook        | 55 424            |
| Newburg Township                                   | Pike        | 949               |
| Newcomb Township                                   | Champaign   | 1 292             |
| Newell Township                                    | Vermilion   | 13 969            |
| Newman Township                                    | Douglas     | 1 080             |
| Newmansville Township                              | Cass        | 50                |
| Newport Township                                   | Lake        | 6 770             |
| Newton Township                                    | Whiteside   | 450               |
| Newtown Township                                   | Livingston  | 733               |
| Niantic Township                                   | Macon       | 842               |
| Niles Township                                     | Cook        | 105 882           |
| Nilwood Township                                   | Macoupin    | 637               |
| Nixon Township                                     | DeWitt      | 571               |
| Noble Township                                     | Richland    | 1 430             |
| Nokomis Township                                   | Montgomery  | 2 939             |
| Nora Township                                      | Jo Daviess  | 370               |
| Normal Township                                    | McLean      | 52 560            |
| Norman Township                                    | Grundy      | 308               |
| North Fork Township                                | Gallatin    | 408               |
| North Henderson Township                           | Mercer      | 421               |
| North Litchfield Township                          | Montgomery  | 5 148             |
| North Muddy Township                               | Jasper      | 777               |
| North Okaw Township                                | Coles       | 983               |
| North Otter Township                               | Macoupin    | 816               |
| North Palmyra Township                             | Macoupin    | 854               |
| Northeast Township                                 | Adams       | 840               |
| Northern Township                                  | Franklin    | 476               |
| Northfield Township                                | Cook        | 85 102            |
| Northville Township                                | LaSalle     | 7 410             |
| Norton Township                                    | Kankakee    | 978               |
| Norwood Park Township                              | Cook        | 26 385            |
| Nunda Township                                     | McHenry     | 38 245            |
| O'Fallon Township                                  | Saint Clair | 26 053            |
| Oak Park Township                                  | Cook        | 51 878            |
| Oakdale Township                                   | Washington  | 594               |
| Oakland Township                                   | Schuyler    | 135               |
| Oakley Township                                    | Macon       | 1 082             |
| Oakwood Township                                   | Vermilion   | 3 507             |
| Oblong Township                                    | Crawford    | 2 789             |
| Oconee Township                                    | Shelby      | 776               |
| Odell Township                                     | Livingston  | 1 276             |
| Odin Township                                      | Marion      | 1 722             |
| Ogden Township                                     | Champaign   | 1 680             |
| Ohio Township                                      | Bureau      | 823               |
| Ohio Grove Township                                | Mercer      | 279               |
| Okaw Township                                      | Shelby      | 927               |
| Okawville Township                                 | Washington  | 1 987             |
| Old Ripley Township                                | Bond        | 867               |
| Old Town Township                                  | McLean      | 3 010             |
| Olio Township                                      | Woodford    | 4 931             |
| Olive Township                                     | Madison     | 1 785             |
| Olney Township                                     | Richland    | 10 334            |
| Omaha Township                                     | Gallatin    | 499               |
| Omega Township                                     | Marion      | 501               |
| Omphghent Township                                 | Madison     | 2 381             |
| Onarga Township                                    | Iroquois    | 1 683             |
| Oneco Township                                     | Stephenson  | 1 331             |
| Ontario Township                                   | Knox        | 943               |
| Ophir Township                                     | LaSalle     | 508               |
| Oquawka Township                                   | Henderson   | 1 997             |
| Ora Township                                       | Jackson     | 514               |
| Oran Township                                      | Logan       | 378               |
| Orange Township                                    | Clark       | 230               |
| Orange Township                                    | Knox        | 556               |
| Orchard Township                                   | Wayne       | 604               |
| Oregon-Nashua Township                             | Ogle        | 4 909             |
| Orel Township                                      | Wayne       | 1 420             |
| Orion Township                                     | Fulton      | 1 195             |
| Orland Township                                    | Cook        | 97 558            |
| Orvil Township                                     | Logan       | 1 068             |
| Osage Township                                     | LaSalle     | 279               |
| Osceola Township                                   | Stark       | 1 014             |
| Osco Township                                      | Henry       | 459               |
| Oskaloosa Township                                 | Clay        | 322               |
| Oswego Township                                    | Kendall     | 50 870            |
| Otego Township                                     | Fayette     | 1 511             |
| Ottawa Township                                    | LaSalle     | 11 766            |
| Otter Creek Township                               | Jersey      | 1 035             |
| Otter Creek Township                               | LaSalle     | 2 970             |
| Otto Township                                      | Kankakee    | 2 582             |
| Owego Township                                     | Livingston  | 328               |
| Owen Township                                      | Winnebago   | 3 803             |
| Oxford Township                                    | Henry       | 1 213             |
| Palatine Township                                  | Cook        | 112 994           |
| Palestine Township                                 | Woodford    | 1 043             |
| Palmyra Township                                   | Lee         | 2 906             |
| Palos Township                                     | Cook        | 54 615            |
| Pana Township                                      | Christian   | 6 647             |
| Panola Township                                    | Woodford    | 353               |
| Panther Creek Township                             | Cass        | 291               |
| Papineau Township                                  | Iroquois    | 499               |
| Paradise Township                                  | Coles       | 1 351             |
| Paris Township                                     | Edgar       | 9 865             |
| Parker Township                                    | Clark       | 186               |
| Partridge Township                                 | Woodford    | 593               |
| Patoka Township                                    | Marion      | 1 038             |
| Patterson Township                                 | Greene      | 636               |
| Patton Township                                    | Ford        | 5 358             |
| Paw Paw Township                                   | DeKalb      | 334               |
| Pawnee Township                                    | Sangamon    | 3 058             |
| Payson Township                                    | Adams       | 1 795             |
| Pea Ridge Township                                 | Brown       | 188               |
| Peach Orchard Township                             | Ford        | 608               |
| Pearl Township                                     | Pike        | 282               |
| Pecatonica Township                                | Winnebago   | 4 355             |
| Pekin Township                                     | Tazewell    | 29 807            |
| Pella Township                                     | Ford        | 176               |
| Pembroke Township                                  | Kankakee    | 2 140             |
| Pendleton Township                                 | Jefferson   | 1 206             |
| Penn Township                                      | Shelby      | 107               |
| Penn Township                                      | Stark       | 354               |
| Pennsylvania Township                              | Mason       | 206               |
| Peoria City Township                               | Peoria      | 104 409           |
| Peotone Township                                   | Will        | 4 431             |
| Perry Township                                     | Pike        | 594               |
| Perryton Township                                  | Mercer      | 474               |
| Persifer Township                                  | Knox        | 980               |
| Peru Township                                      | LaSalle     | 10 732            |
| Pesotum Township                                   | Champaign   | 845               |
| Petty Township                                     | Lawrence    | 729               |
| Phenix Township                                    | Henry       | 1 672             |
| Philadelphia Township                              | Cass        | 221               |
| Phillips Township                                  | White       | 1 258             |
| Philo Township                                     | Champaign   | 1 954             |
| Piasa Township                                     | Jersey      | 3 376             |
| Pickaway Township                                  | Shelby      | 179               |
| Pierce Township                                    | DeKalb      | 454               |
| Pigeon Grove Township                              | Iroquois    | 1 155             |
| Pike Township                                      | Livingston  | 240               |
| Pilot Township                                     | Kankakee    | 2 086             |
| Pilot Township                                     | Vermilion   | 587               |
| Pilot Grove Township                               | Hancock     | 280               |
| Pilot Knob Township                                | Washington  | 555               |
| Pin Oak Township                                   | Madison     | 3 916             |
| Pine Creek Township                                | Ogle        | 758               |
| Pine Rock Township                                 | Ogle        | 985               |
| Pitman Township                                    | Montgomery  | 508               |
| Pittsfield Township                                | Pike        | 4 477             |
| Pixley Township                                    | Clay        | 589               |
| Plainfield Township                                | Will        | 80 318            |
| Plato Township                                     | Kane        | 6 166             |
| Pleasant Township                                  | Fulton      | 744               |
| Pleasant Grove Township                            | Coles       | 1 327             |
| Pleasant Hill Township                             | Pike        | 1 259             |
| Pleasant Mound Township                            | Bond        | 1 018             |
| Pleasant Ridge Township                            | Livingston  | 252               |
| Pleasant Vale Township                             | Pike        | 573               |
| Pleasant Valley Township                           | Jo Daviess  | 273               |
| Pleasant View Township                             | Macon       | 1 481             |
| Plum Hill Township                                 | Washington  | 537               |
| Point Pleasant Township                            | Warren      | 157               |
| Polk Township                                      | Macoupin    | 563               |
| Pomona Township                                    | Jackson     | 802               |
| Pontiac Township                                   | Livingston  | 13 049            |
| Pontoosuc Township                                 | Hancock     | 413               |
| Pope Township                                      | Fayette     | 213               |
| Poplar Grove Township                              | Boone       | 5 054             |
| Port Byron Township                                | Rock Island | 1 446             |
| Portland Township                                  | Whiteside   | 422               |
| Prairie Township                                   | Crawford    | 594               |
| Prairie Township                                   | Edgar       | 273               |
| Prairie Township                                   | Hancock     | 380               |
| Prairie Township                                   | Shelby      | 1 247             |
| Prairie City Township                              | McDonough   | 510               |
| Prairie Creek Township                             | Logan       | 487               |
| Prairie du Long Township                           | Saint Clair | 2 244             |
| Prairie Green Township                             | Iroquois    | 183               |
| Prairieton Township                                | Christian   | 449               |
| Preemption Township                                | Mercer      | 1 783             |
| Preston Township                                   | Richland    | 1 247             |
| Princeton Township                                 | Bureau      | 9 331             |
| Princeville Township                               | Peoria      | 1 628             |
| Prophetstown Township                              | Whiteside   | 2 615             |
| Proviso Township                                   | Cook        | 151 704           |
| Putman Township                                    | Fulton      | 2 137             |
| Quarry Township                                    | Jersey      | 1 174             |
| Quincy Township                                    | Adams       | 40 633            |
| Quiver Township                                    | Mason       | 900               |
| Raccoon Township                                   | Marion      | 1 541             |
| Radnor Township                                    | Peoria      | 3 613             |
| Raleigh Township                                   | Saline      | 1 186             |
| Ramsey Township                                    | Fayette     | 1 851             |
| Randolph Township                                  | McLean      | 4 375             |
| Rantoul Township                                   | Champaign   | 11 273            |
| Raritan Township                                   | Henderson   | 286               |
| Rawlins Township                                   | Jo Daviess  | 455               |
| Raymond Township                                   | Champaign   | 418               |
| Raymond Township                                   | Montgomery  | 1 200             |
| Reading Township                                   | Livingston  | 2 046             |
| Rector Township                                    | Saline      | 65                |
| Reed Township                                      | Will        | 6 948             |
| Reynolds Township                                  | Lee         | 297               |
| Rice Township                                      | Jo Daviess  | 338               |
| Rich Township                                      | Cook        | 76 727            |
| Richfield Township                                 | Adams       | 411               |
| Richland Township                                  | LaSalle     | 379               |
| Richland Township                                  | Marshall    | 446               |
| Richland Township                                  | Shelby      | 762               |
| Richland Grove Township                            | Mercer      | 2 300             |
| Richmond Township                                  | McHenry     | 6 683             |
| Richview Township                                  | Washington  | 343               |
| Richwood Township                                  | Jersey      | 653               |
| Richwoods Township                                 | Peoria      | 6 089             |
| Ricks Township                                     | Christian   | 1 223             |
| Ridge Township                                     | Shelby      | 427               |
| Ridgeland Township                                 | Iroquois    | 369               |
| Ridgway Township                                   | Gallatin    | 937               |
| Ridott Township                                    | Stephenson  | 1 451             |
| Riley Township                                     | McHenry     | 2 922             |
| Rio Township                                       | Knox        | 518               |
| Ripley Township                                    | Brown       | 102               |
| River Forest Township                              | Cook        | 11 172            |
| Riverside Township                                 | Adams       | 2 151             |
| Riverside Township                                 | Cook        | 15 594            |
| Rivoli Township                                    | Mercer      | 1 142             |
| Roanoke Township                                   | Woodford    | 2 558             |
| Roberts Township                                   | Marshall    | 925               |
| Robinson Township                                  | Crawford    | 9 900             |
| Rochester Township                                 | Sangamon    | 5 361             |
| Rock Creek Township                                | Hancock     | 350               |
| Rock Creek–Lima Township                           | Carroll     | 1 976             |
| Rock Grove Township                                | Stephenson  | 1 388             |
| Rock Island Township                               | Rock Island | 17 776            |
| Rock Run Township                                  | Stephenson  | 2 247             |
| Rockbridge Township                                | Greene      | 1 633             |
| Rockford Township                                  | Winnebago   | 178 527           |
| Rockton Township                                   | Winnebago   | 16 441            |
| Rockvale Township                                  | Ogle        | 1 770             |
| Rockville Township                                 | Kankakee    | 879               |
| Rocky Run Township                                 | Hancock     | 158               |
| Rogers Township                                    | Ford        | 449               |
| Rome Township                                      | Jefferson   | 1 669             |
| Romine Township                                    | Marion      | 514               |
| Roodhouse Township                                 | Greene      | 2 241             |
| Rooks Creek Township                               | Livingston  | 567               |
| Rosamond Township                                  | Christian   | 421               |
| Roscoe Township                                    | Winnebago   | 19 694            |
| Rose Township                                      | Shelby      | 1 848             |
| Rosedale Township                                  | Jersey      | 456               |
| Rosefield Township                                 | Peoria      | 1 217             |
| Roseville Township                                 | Warren      | 1 213             |
| Ross Township                                      | Edgar       | 1 594             |
| Ross Township                                      | Pike        | 70                |
| Ross Township                                      | Vermilion   | 1 617             |
| Round Grove Township                               | Livingston  | 371               |
| Rountree Township                                  | Montgomery  | 240               |
| Rozetta Township                                   | Henderson   | 271               |
| Rubicon Township                                   | Greene      | 345               |
| Rural Township                                     | Rock Island | 988               |
| Rural Township                                     | Shelby      | 339               |
| Rush Township                                      | Jo Daviess  | 380               |
| Rushville Township                                 | Schuyler    | 2 722             |
| Russell Township                                   | Lawrence    | 450               |
| Rutland Township                                   | Kane        | 18 806            |
| Rutland Township                                   | LaSalle     | 3 698             |
| Rutledge Township                                  | DeWitt      | 177               |
| Ruyle Township                                     | Jersey      | 421               |
| Sadorus Township                                   | Champaign   | 967               |
| Salem Township                                     | Carroll     | 348               |
| Salem Township                                     | Knox        | 1 003             |
| Salem Township                                     | Marion      | 9 286             |
| Salina Township                                    | Kankakee    | 1 396             |
| Saline Township                                    | Madison     | 6 321             |
| Salt Creek Township                                | Mason       | 228               |
| Sand Prairie Township                              | Tazewell    | 1 441             |
| Sand Ridge Township                                | Jackson     | 816               |
| Sandoval Township                                  | Marion      | 2 322             |
| Sandwich Township                                  | DeKalb      | 7 709             |
| Sangamon Township                                  | Piatt       | 2 357             |
| Sangamon Valley Township                           | Cass        | 328               |
| Santa Anna Township                                | DeWitt      | 2 502             |
| Santa Fe Township                                  | Clinton     | 1 136             |
| Saratoga Township                                  | Grundy      | 6 122             |
| Saratoga Township                                  | Marshall    | 286               |
| Sargent Township                                   | Douglas     | 286               |
| Saunemin Township                                  | Livingston  | 666               |
| Savanna Township                                   | Carroll     | 3 729             |
| Scales Mound Township                              | Jo Daviess  | 622               |
| Schaumburg Township                                | Cook        | 131 288           |
| Sciota Township                                    | McDonough   | 539               |
| Scotland Township                                  | McDonough   | 448               |
| Scott Township                                     | Champaign   | 1 258             |
| Scott Township                                     | Ogle        | 3 181             |
| Scottville Township                                | Macoupin    | 333               |
| Sefton Township                                    | Fayette     | 599               |
| Selby Township                                     | Bureau      | 2 536             |
| Seminary Township                                  | Fayette     | 498               |
| Senachwine Township                                | Putnam      | 745               |
| Seneca Township                                    | McHenry     | 2 944             |
| Serena Township                                    | LaSalle     | 1 138             |
| Seven Hickory Township                             | Coles       | 286               |
| Seward Township                                    | Kendall     | 4 455             |
| Seward Township                                    | Winnebago   | 917               |
| Shabbona Township                                  | DeKalb      | 1 453             |
| Shafter Township                                   | Fayette     | 485               |
| Sharon Township                                    | Fayette     | 2 441             |
| Shawnee Township                                   | Gallatin    | 230               |
| Shaws Point Township                               | Macoupin    | 532               |
| Shelbyville Township                               | Shelby      | 4 739             |
| Sheldon Township                                   | Iroquois    | 1 374             |
| Sheridan Township                                  | Logan       | 477               |
| Sherman Township                                   | Mason       | 526               |
| Shields Township                                   | Lake        | 39 062            |
| Shiloh Township                                    | Edgar       | 162               |
| Shiloh Township                                    | Jefferson   | 6 620             |
| Shiloh Valley Township                             | Saint Clair | 11 631            |
| Shipman Township                                   | Macoupin    | 1 433             |
| Shirland Township                                  | Winnebago   | 988               |
| Shoal Creek Township                               | Bond        | 1 783             |
| Sidell Township                                    | Vermilion   | 1 073             |
| Sidney Township                                    | Champaign   | 1 733             |
| Sigel Township                                     | Shelby      | 826               |
| Silver Creek Township                              | Stephenson  | 696               |
| Six Mile Township                                  | Franklin    | 3 885             |
| Smallwood Township                                 | Jasper      | 411               |
| Smithton Township                                  | Saint Clair | 4 275             |
| Somer Township                                     | Champaign   | 1 268             |
| Somerset Township                                  | Jackson     | 4 205             |
| Somonauk Township                                  | DeKalb      | 2 101             |
| Songer Township                                    | Clay        | 342               |
| Sonora Township                                    | Hancock     | 494               |
| South Crouch Township                              | Hamilton    | 260               |
| South Dixon Township                               | Lee         | 918               |
| South Fillmore Township                            | Montgomery  | 244               |
| South Flannigan Township                           | Hamilton    | 116               |
| South Fork Township                                | Christian   | 2 788             |
| South Grove Township                               | DeKalb      | 512               |
| South Homer Township                               | Champaign   | 1 601             |
| South Hurricane Township                           | Fayette     | 308               |
| South Litchfield Township                          | Montgomery  | 3 408             |
| South Macon Township                               | Macon       | 1 457             |
| South Moline Township                              | Rock Island | 36 399            |
| South Muddy Township                               | Jasper      | 340               |
| South Ottawa Township                              | LaSalle     | 8 290             |
| South Otter Township                               | Macoupin    | 465               |
| South Palmyra Township                             | Macoupin    | 747               |
| South Rock Island Township                         | Rock Island | 18 407            |
| South Ross Township                                | Vermilion   | 1 070             |
| South Twigg Township                               | Hamilton    | 132               |
| South Wheatland Township                           | Macon       | 4 143             |
| Southwest Township                                 | Crawford    | 97                |
| Sparta Township                                    | Knox        | 1 165             |
| Spring Township                                    | Boone       | 894               |
| Spring Bay Township                                | Woodford    | 2 643             |
| Spring Creek Township                              | Pike        | 591               |
| Spring Garden Township                             | Jefferson   | 3 307             |
| Spring Grove Township                              | Warren      | 1 013             |
| Spring Lake Township                               | Tazewell    | 1 887             |
| Spring Point Township                              | Cumberland  | 1 294             |
| Springfield Township                               | Sangamon    | 6 245             |
| Squaw Grove Township                               | DeKalb      | 2 802             |
| St. Albans Township                                | Hancock     | 377               |
| St. Anne Township                                  | Kankakee    | 2 191             |
| St. Charles Township                               | Kane        | 50 854            |
| St. Clair Township                                 | Saint Clair | 35 498            |
| St. Francis Township                               | Effingham   | 1 213             |
| St. Jacob Township                                 | Madison     | 2 578             |
| St. Joseph Township                                | Champaign   | 5 876             |
| St. Mary's Township (Illinois)\St. Mary's Township | Hancock     | 640               |
| St. Rose Township                                  | Clinton     | 1 422             |
| Stanford Township                                  | Clay        | 599               |
| Stanton Township                                   | Champaign   | 505               |
| Staunton Township                                  | Macoupin    | 5 795             |
| Ste. Marie Township                                | Jasper      | 551               |
| Sterling Township                                  | Whiteside   | 18 035            |
| Steuben Township                                   | Marshall    | 1 163             |
| Stevenson Township                                 | Marion      | 1 301             |
| Stickney Township                                  | Cook        | 40 772            |
| Stites Township                                    | Saint Clair | 749               |
| Stockland Township                                 | Iroquois    | 243               |
| Stockton Township                                  | Jo Daviess  | 2 453             |
| Stonefort Township                                 | Saline      | 408               |
| Stonington Township                                | Christian   | 1 131             |
| Stookey Township                                   | Saint Clair | 10 007            |
| Stratton Township                                  | Edgar       | 481               |
| Stronghurst Township                               | Henderson   | 1 115             |
| Sublette Township                                  | Lee         | 776               |
| Suez Township                                      | Mercer      | 595               |
| Sugar Creek Township                               | Clinton     | 6 184             |
| Sugar Grove Township                               | Kane        | 19 618            |
| Sugar Loaf Township                                | Saint Clair | 7 322             |
| Sullivan Township                                  | Livingston  | 724               |
| Sullivan Township                                  | Moultrie    | 6 263             |
| Sullivant Township                                 | Ford        | 510               |
| Summit Township                                    | Effingham   | 3 584             |
| Sumner Township                                    | Kankakee    | 910               |
| Sumner Township                                    | Warren      | 572               |
| Sumpter Township                                   | Cumberland  | 1 980             |
| Sunbury Township                                   | Livingston  | 229               |
| Swan Township                                      | Warren      | 265               |
| Sycamore Township                                  | DeKalb      | 14 425            |
| Symmes Township                                    | Edgar       | 1 158             |
| Talkington                                         | Sangamon    | 189               |
| Tamalco                                            | Bond        | 566               |
| Tampico                                            | Whiteside   | 1 148             |
| Tate                                               | Saline      | 298               |
| Taylor                                             | Ogle        | 963               |
| Taylorville                                        | Christian   | 12 483            |
| Tennessee                                          | McDonough   | 336               |
| Terre Haute                                        | Henderson   | 263               |
| Teutopolis                                         | Effingham   | 2 605             |
| Texas                                              | DeWitt      | 1 246             |
| Thompson                                           | Jo Daviess  | 841               |
| Thornton                                           | Cook        | 169 326           |
| Timber                                             | Peoria      | 2 511             |
| Todds Point                                        | Shelby      | 441               |
| Tolono                                             | Champaign   | 5 270             |
| Tompkins                                           | Warren      | 918               |
| Tonti                                              | Marion      | 1 013             |
| Toulon                                             | Stark       | 2 420             |
| Towanda                                            | McLean      | 1 296             |
| Tower Hill                                         | Shelby      | 1 227             |
| Tremont                                            | Tazewell    | 2 641             |
| Trivoli                                            | Peoria      | 1 021             |
| Troy                                               | Will        | 45 991            |
| Troy Grove                                         | LaSalle     | 1 333             |
| Truro                                              | Knox        | 840               |
| Tunbridge                                          | DeWitt      | 760               |
| Tuscola                                            | Douglas     | 5 259             |
| Twigg                                              | Hamilton    | 578               |
| Tyrone                                             | Franklin    | 4 653             |
| Union                                              | Cumberland  | 690               |
| Union                                              | Effingham   | 742               |
| Union                                              | Fulton      | 1 008             |
| Union                                              | Livingston  | 240               |
| Urbana                                             | Champaign   | 7 451             |
| Ursa                                               | Adams       | 1 073             |
| Ustick                                             | Whiteside   | 613               |
| Utica                                              | LaSalle     | 2 052             |
| Valley                                             | Stark       | 293               |
| Vance                                              | Vermilion   | 1 057             |
| Vandalia                                           | Fayette     | 6 629             |
| Venedy                                             | Washington  | 404               |
| Venice                                             | Madison     | 5 650             |
| Vergennes                                          | Jackson     | 771               |
| Vermillion                                         | LaSalle     | 387               |
| Vermont                                            | Fulton      | 974               |
| Vernon                                             | Lake        | 67 095            |
| Versailles                                         | Brown       | 750               |
| Victor                                             | DeKalb      | 299               |
| Victoria                                           | Knox        | 379               |
| Vienna                                             | Grundy      | 687               |
| Vinegar Hill                                       | Jo Daviess  | 364               |
| Viola                                              | Lee         | 351               |
| Virden                                             | Macoupin    | 3 671             |
| Virgil                                             | Kane        | 1 937             |
| Virginia                                           | Cass        | 1 827             |
| Wabash                                             | Clark       | 2 257             |
| Waddams                                            | Stephenson  | 807               |
| Wade                                               | Clinton     | 1 717             |
| Wade                                               | Jasper      | 4 475             |
| Waldo                                              | Livingston  | 255               |
| Walker                                             | Hancock     | 333               |
| Walkerville                                        | Greene      | 233               |
| Wall                                               | Ford        | 209               |
| Wallace                                            | LaSalle     | 491               |
| Walnut                                             | Bureau      | 1 752             |
| Walnut Grove                                       | Knox        | 770               |
| Walnut Grove                                       | McDonough   | 469               |
| Walshville                                         | Montgomery  | 347               |
| Waltham                                            | LaSalle     | 446               |
| Wapella                                            | DeWitt      | 944               |
| Wards Grove                                        | Jo Daviess  | 224               |
| Warren                                             | Jo Daviess  | 1 601             |
| Warren                                             | Lake        | 64 841            |
| Warsaw                                             | Hancock     | 1 607             |
| Washington                                         | Carroll     | 356               |
| Washington                                         | Tazewell    | 23 604            |
| Washington                                         | Will        | 6 263             |
| Waterford                                          | Fulton      | 187               |
| Watson                                             | Effingham   | 3 193             |
| Wauconda                                           | Lake        | 21 730            |
| Waukegan                                           | Lake        | 90 893            |
| Wauponsee                                          | Grundy      | 2 423             |
| Wayne                                              | DuPage      | 66 582            |
| Waynesville                                        | DeWitt      | 713               |
| Webber                                             | Jefferson   | 2 323             |
| Weller                                             | Henry       | 422               |
| Wesley                                             | Will        | 2 241             |
| West                                               | Effingham   | 467               |
| West                                               | McLean      | 216               |
| West Deerfield                                     | Lake        | 31 077            |
| West Galena                                        | Jo Daviess  | 3 323             |
| West Jersey                                        | Stark       | 284               |
| West Lincoln                                       | Logan       | 7 685             |
| West Peoria                                        | Peoria      | 4 458             |
| West Point                                         | Stephenson  | 3 369             |
| Western                                            | Henry       | 3 053             |
| Western Mound                                      | Macoupin    | 272               |
| Westfield                                          | Bureau      | 941               |
| Westfield                                          | Clark       | 720               |
| Wethersfield                                       | Henry       | 3 935             |
| Wheatfield                                         | Clinton     | 478               |
| Wheatland                                          | Bureau      | 135               |
| Wheatland                                          | Fayette     | 467               |
| Wheatland                                          | Will        | 81 472            |
| Wheeling                                           | Cook        | 153 630           |
| White Hall                                         | Greene      | 3 040             |
| White Oak                                          | McLean      | 899               |
| White Rock                                         | Ogle        | 738               |
| Whitefield                                         | Marshall    | 302               |
| Whitley                                            | Moultrie    | 660               |
| Whitmore                                           | Macon       | 4 471             |
| Wilberton                                          | Fayette     | 505               |
| Wilcox                                             | Hancock     | 189               |
| Will                                               | Will        | 1 821             |
| Williams                                           | Sangamon    | 3 446             |
| Willow Branch                                      | Piatt       | 839               |
| Willow Creek                                       | Lee         | 688               |
| Willow Hill                                        | Jasper      | 639               |
| Wilmington                                         | Will        | 6 193             |
| Wilson                                             | DeWitt      | 149               |
| Wilton                                             | Will        | 841               |
| Windsor                                            | Shelby      | 1 474             |
| Winfield                                           | DuPage      | 46 233            |
| Winnebago                                          | Winnebago   | 5 291             |
| Winslow                                            | Stephenson  | 633               |
| Witt                                               | Montgomery  | 1 163             |
| Wood River                                         | Madison     | 31 537            |
| Woodbine                                           | Jo Daviess  | 584               |
| Woodbury                                           | Cumberland  | 604               |
| Carroll                                            | Carroll     | 280               |
| Fulton                                             | Fulton      | 415               |
| Woodside                                           | Sangamon    | 11 447            |
| Woodstock                                          | Schuyler    | 388               |
| Woodville                                          | Greene      | 239               |
| Woosung                                            | Ogle        | 389               |
| Worth                                              | Cook        | 152 633           |
| Worth                                              | Woodford    | 8 741             |
| Wrights                                            | Greene      | 314               |
| Wyanet                                             | Bureau      | 1 364             |
| Wyoming                                            | Lee         | 1 376             |
| Wysox                                              | Carroll     | 1 366             |
| Wythe                                              | Hancock     | 248               |
| Xenia                                              | Clay        | 658               |
| Yates                                              | McLean      | 287               |
| Yellowhead                                         | Kankakee    | 2 700             |
| York                                               | Carroll     | 1 734             |
| York                                               | Clark       | 551               |
| York                                               | DuPage      | 123 449           |
| Yorktown                                           | Henry       | 431               |
| Young America                                      | Edgar       | 726               |
| Young Hickory                                      | Fulton      | 618               |
| Zanesville                                         | Montgomery  | 491               |
| Zif                                                | Wayne       | 99                |
| Zion                                               | Lake        | 24 413            |
| Zuma                                               | Rock Island | 757               |